# Devynne Charlton
Devynne Charlton (Nassau, 26 novembre 1995) è un'ostacolista bahamense, medaglia d'argento ai campionati mondiali indoor nei 60 hs nel 2022.

## Biografia
Nata a Nassau nelle Bahamas nel 1995, ha studiato all'Università Purdue in Indiana negli Stati Uniti d'America facendo parte dei Purdue Boilermakers.
Ai Giochi Olimpici 2020 di Tokyo arriva sesta nei 100 metri ostacoli.
Nel 2022 ha vinto la medaglia d'argento nei 60 metri ostacoli ai Campionati del mondo di atletica leggera indoor 2022 a Belgrado stabilendo il nuovo record nazionale col tempo di 7"81. Ai Mondiali in Oregon giunge settima nella finale dei 100 ostacoli; mentre due settimane più tardi vince la medaglia d'argento ai Giochi del Commonwealth sempre nei 100 hs.
Il 3 marzo 2024 vince la medaglia d'oro nei 60 metri ostacoli ai mondiali indoor di Glasgow, siglando nell'occasione anche il nuovo record del mondo con il crono di 7"65. Si ripete l'anno successivo, nella medesima specialità, ai mondiali indoor di Nanchino.

## Record nazionali
Seniores
- 60 m hs indoor: 7"65 ( Glasgow, 03 Marzo 2024) - record mondiale
- 100 m hs: 12"46 ( Eugene, 24 luglio 2022)

## Palmarès
| Anno | Manifestazione          | Sede              | Evento            | Risultato  | Prestazione | Note                                     |
| ---- | ----------------------- | ----------------- | ----------------- | ---------- | ----------- | ---------------------------------------- |
| 2011 | Mondiali U18            | Villeneuve-d'Ascq | 100 m hs          | Semifinale | 12"33       |                                          |
| 2011 | Mondiali U18            | Villeneuve-d'Ascq | Staffetta svedese | Batteria   | 2'11"10     |                                          |
| 2012 | Mondiali U20            | Barcellona        | 100 m hs          | Batteria   | 14"20       |                                          |
| 2012 | Mondiali U20            | Barcellona        | 4x100 m           | Batteria   | dnf         |                                          |
| 2014 | Mondiali U20            | Eugene            | 100 m hs          | Semifinale | 13"36       |                                          |
| 2014 | Mondiali U20            | Eugene            | 4x100 m           | Finale     | dq          |                                          |
| 2015 | Campionati Panamericani | Toronto           | 100 m hs          | Batteria   | 13"22       |                                          |
| 2015 | Campionati Panamericani | Toronto           | 4x100 m           | 7ª         | 44"38       |                                          |
| 2015 | Campionati NACAC        | San José          | 100 m hs          | 6ª         | 13"01       |                                          |
| 2015 | Campionati NACAC        | San José          | 4x100 m           | 4ª         | 44"28       |                                          |
| 2015 | Mondiali                | Pechino           | 100 m hs          | Batteria   | 13"16       | [ 1 ]                                    |
| 2017 | Mondiali                | Londra            | 100 m hs          | Semifinale | 12"95       | [ 2 ]                                    |
| 2017 | Mondiali                | Londra            | 4x100 m           | Batteria   | dnf         |                                          |
| 2018 | Mondiali indoor         | Birmingham        | 60 m hs           | 8ª         | 8"18        |                                          |
| 2018 | Campionati NACAC        | Toronto           | 100 m hs          | 5ª         | 13"01       |                                          |
| 2019 | Giochi Panamericani     | Lima              | 100 m hs          | Batteria   | 13"49       |                                          |
| 2019 | Giochi Panamericani     | Lima              | 4x100 m           | dnf        | dnf         |                                          |
| 2021 | Olimpiadi               | Tokyo             | 100 m hs          | 6ª         | 12"74       | [ 3 ]                                    |
| 2022 | Mondiali indoor         | Belgrado          | 60 m hs           | Argento    | 7"81        | [ 4 ]                                    |
| 2022 | Mondiali                | Eugene            | 100 m hs          | 7ª         | 12"53       | [ 5 ] [ 6 ]                              |
| 2022 | Giochi del Commonwealth | Birmingham        | 100 m hs          | Argento    | 12"58       | [ 7 ]                                    |
| 2022 | Campionati NACAC        | Freeport          | 100 m hs          | Bronzo     | 12"71       | [ 8 ]                                    |
| 2022 | Campionati NACAC        | Freeport          | 4x100 m           | Argento    | 43"34       |                                          |
| 2023 | Mondiali                | Budapest          | 100 m hs          | 4ª         | 12"52       |                                          |
| 2024 | Mondiali indoor         | Glasgow           | 60 m hs           | Oro        | 7"65        | Record mondiale                          |
| 2024 | World Relays            | Nassau            | 4×100 m           | Batteria   | 43"17       |                                          |
| 2024 | Giochi olimpici         | Parigi            | 100 m hs          | 6ª         | 12"56       |                                          |
| 2025 | Mondiali indoor         | Nanchino          | 60 m hs           | Oro        | 7"72        | Miglior prestazione personale stagionale |

## Campionati nazionali
- 4 volte campione nazionale dei 100 metri ostacoli (2017, 2018, 2021, 2022)

2015
- Argento ai campionati bahamensi (Nassau), 100 m piani - 11"54
- Argento ai campionati bahamensi (Nassau), 100 m hs - 13"16

2017
- Oro ai campionati bahamensi (Nassau), 100 m hs - 12"95

2018
- Oro ai campionati bahamensi (Nassau), 100 m hs - 13"27

2019
- Argento ai campionati bahamensi (Nassau), 100 m hs - 13"16

2021
- Oro ai campionati bahamensi (Nassau), 100 m hs - 12"87

2022
- Oro ai campionati bahamensi (Nassau), 100 m hs - 12"60

## Altre competizioni internazionali
2012
- 5ª ai CARIFTA Games U20 ( Hamilton), 100 m hs - 13"97
- Oro ai CARIFTA Games U20 ( Hamilton), 4x100 m - 45"02
- Bronzo ai  Campionati centroamericani e caraibici di atletica leggera U20 ( San Salvador), 100 m - 11"97
- Argento ai  Campionati centroamericani e caraibici di atletica leggera U20 ( San Salvador), 4x100 m - 45"72

2013
- Oro ai CARIFTA Games U20 ( Nassau), 100 m - 11"60
- Bronzo ai CARIFTA Games U20 ( Nassau), 100 m hs - 14"25
- Oro ai CARIFTA Games U20 ( Nassau), 4x100 m - 44"77

2014
- 7ª ai CARIFTA Games U20 (/ Fort-de-France), 100 m - 11"68
- 5ª ai CARIFTA Games U20 (/ Fort-de-France), 100 m hs- 13"88
- Bronzo ai CARIFTA Games U20 (/ Fort-de-France), 4x100 m - 45"47
- 4ª ai  Campionati centroamericani e caraibici di atletica leggera U20 ( Morelia), 100 m - 12"06
- Oro ai  Campionati centroamericani e caraibici di atletica leggera U20 ( Morelia), 100 m hs - 13"56
- Bronzo ai  Campionati centroamericani e caraibici di atletica leggera U20 ( Morelia), 4x100 m - 45"73
- 4ª ai  Campionati centroamericani e caraibici di atletica leggera U20 ( Morelia), 4x400 m - 3'57"30

2021
- Argento al Golden Gala Pietro Mennea ( Firenze), 100 m hs - 12"80

2022
- 4ª al Doha Diamond League ( Doha), 100 m hs - 12"61
- Argento al Meeting de Paris ( Parigi), 100 m hs - 12"63
- 5ª al Bauhaus-Galan ( Stoccolma), 100 m hs - 12"65
- 5ª al Memorial Van Damme ( Bruxelles), 100 m hs - 12"66
- 5ª al Weltklasse Zürich ( Zurigo), 100 m hs - 12"66

2024
- Argento alla Xiamen Diamond League ( Xiamen), 100 m hs - 12"49
- Argento alla Shanghai Diamond League ( Shanghai),  100 m hs - 12"64